# Bakaniuk
Bakaniuk ([baˈkaɲuk]) est un village polonais du district administratif de Raczki dans le powiat de Suwałki et dans la voïvodie de Podlachie, au Nord-Est du pays. Il se trouve à environ 8 km au nord-est de Raczki, à 8 km au sud-ouest de Suwałki, et à 104 km au nord de la capitale régionale Białystok. 